# Extras (musikalbum)
Extras är ett samlingsalbum med The Jam, utgivet 6 april 1992. Skivan är en blandning av alternativa tagningar, B-sidor från singlar och dylikt.

## Låtlista
1. "The Dreams Of Children" (dubbel A-sida till singeln "Going Underground")
2. "Tales From The Riverbank" (B-sida till "Absolute Beginners")
3. "Liza Radley" (Demo)
4. "Move On Up" (B-sida till "Beat Surrender" och en cover av Curtis Mayfield-låten med samma namn)
5. "Shopping" (B-sida till "Beat Surrender")
6. "Smithers-Jones" (B-sida till "When You're Young")
7. "Pop-Art Poem" (Demo-version)
8. "Boy About Town" (Alternativ tagning)
9. "A Solid Bond In Your Heart" (Demo, senare släppt som en singel av The Style Council)
10. "No One In The World" (Demo)
11. "And Your Bird Can Sing" (Demo; cover av The Beatles-klassikern)
12. "Burning Sky" (Demo)
13. "Thick As Thieves" (Demo)
14. "Disguises" (B-side till "Funeral Pyre" och en cover av en The Who-låt)
15. "Get Yourself Together" (Demo; en cover av en låt av The Small Faces)
16. "The Butterfly Collector" (B-sida till "Strange Town")
17. "The Great Depression" (B-sida till "Just Who Is The 5 O'Clock Hero?")
18. "Stoned Out Of My Mind" (B-sida till "Beat Surrender" och en cover av en The Chi-Lites-låt)
19. "Pity Poor Alfie/Fever" (B-sida till "The Bitterest Pill (I Ever Had To Swallow)")
20. "But I'm Different Now" (Demo)
21. "I Got You (I Feel Good)" (Demo; en cover av James Brown-klassikern).
22. "Hey Mister" (Inte tidigare utgiven)
23. "Saturday's Kids" (Demo)
24. "We've Only Started" (Inte tidigare utgiven)
25. "So Sad About Us" (B-sida till "Down In The Tube Station At Midnight" och en cover av en The Who-låt)
26. "The Eton Rifles" (Demo)